# سارا هوروويتز
سارا هوروويتز (بالإنجليزية: Sara Horowitz)‏ هي نقابية ومحامية أمريكية، ولدت في 13 يناير 1963.